# Юшманов, Николай Владимирович
Никола́й Влади́мирович Юшма́нов (12 (24) февраля 1896, Санкт-Петербург — 2 апреля 1946, Ленинград) — советский лингвист-востоковед, арабист, педагог. Член-корреспондент Академии наук СССР с 29 апреля 1943 года по Отделению литературы и языка (семитология).

## Биография
Николай Юшманов начал свою научную деятельность как интерлингвист-любитель. В 1911 году были опубликованы его первые статьи, посвящённые вопросам создания искусственного международного языка. Впоследствии он окончил Петроградский университет, получив специальность филолога-арабиста.
Преподавал в ЛГУ, Ленинградском институте философии, литературы и истории и других вузах. С 1931 по 1946 год работал в Институте языка и мышления АН СССР.
Скончался 2 апреля 1946 года. Похоронен в Ленинграде на Шуваловском кладбище.

## Научная деятельность
Николай Юшманов — основоположник научного изучения арабского языка в СССР, автор трёх грамматик арабского языка. Помимо арабского языка, занимался более широкими аспектами семитологии, историей семитских языков. Им предложена новая теория развития корня в семитских языках. Стал первым в СССР исследователем амхарского языка и языка хауса.
Самый известный труд Юшманова, «Грамматика литературного арабского языка», считается первым в СССР сжатым курсом арабской грамматики, построенным на научной основе. Целью книги являлось не только помочь читателю в овладении арабским языком на практическом уровне, но и наметить путь к его научному изучению. Работа включает анализ взглядов арабских грамматистов на различные аспекты языкознания и позволяет получить представление, помимо собственно грамматики арабского языка, о таких предметах, как арабское стихосложение, принятые у арабов мусульманская и христианская системы летосчисления и система личных имён.
Интерлингвистика также оставалась в сфере интересов Юшманова. Он изучал вопросы создания искусственных международных языков и теорию письма, а также теорию фонетики. В части его работ прослеживается влияние Н. Я. Марра.

## Награды
- Орден Трудового Красного Знамени (10 июня 1945)

## Основные работы

### Интерлингвистика
- Грамматика иностранных слов (1933).
- Ключ к латинским письменностям земного шара (1941).
- Определитель языков (1941).

### Семитология
- Грамматика литературного арабского языка (1928).
- Юшманов Н. В. Строй амхарского языка / Ленинградский научно-исследовательский институт языкознания. — Л.: Тип. «Коминтерн», 1936. — 40 с. — (Строй языков). (обл.)
- Юшманов Н. В. Строй языка хауса / Ленинградский научно-исследовательский институт языкознания. — Л.: Тип. «Коминтерн», 1937. — 40 с. — (Строй языков). — 1000 экз. (обл.)
- Строй арабского языка (1938).

### Посмертные издания
- Юшманов Н. В. Амхарский язык. — [2-е изд., доп.]. — М.: Издательство восточной литературы, 1959. — 50 с. — (Языки зарубежного Востока и Африки). — 1000 экз. (1-е издание вышло под загл.: Строй амхарского языка. — Л.: Ленинградский научно-исследовательский институт языкознания, тип. «Коминтерн», 1936. — 40 с.).
- Краткая грамматика арабского языка (1964).
- Элементы международной терминологии. Словарь-справочник (1968).
- Юшманов Н. В. Избранные труды: Работы по общей фонетике, семитологии и арабской классической морфологии. — М.: Восточная литература, 1998. — 272 с. — 10 000 экз. — ISBN 5-02-017839-X. (в пер.)